# Microsporum
Microsporum Gruby – rodzaj grzybów należący do klasy Eurotiomycetes. Mikroskopijne grzyby chorobotwórcze, dermatofity powodujące u ludzi i zwierząt grzybice skóry.

## Charakterystyka
Są to mikroskopijne grzyby strzępkowe wywołujące u ludzi grzybicę owłosionej skóry głowy i inne grzybice skóry. Gatunki tego rodzaju powodują również grzybice skóry u zwierząt. Microsporum na krótkich konidioforach tworzą zarówno makrokonidia, jak i mikrokonidia. Makrokonidia są szkliste, wieloprzegrodowe, wrzecionowate do odwrotnie jajowatych, wielkości 7–20 × 30–160 μm, z cienką lub grubą kolczastą lub brodawkowatą ścianą komórkową. Ich kształt, wielkość i cechy ściany komórkowej są ważnymi cechami przy identyfikacji gatunku. Mikrokonidia są szkliste, jednokomórkowe, gruszkowate do maczugowatych, gładkościenne, wielkości 2,5–3,5 × 4–7 μm i nie są diagnostyczne dla żadnego z gatunków.
Wytwarzają enzymy keratynaza, proteinaza, elastaza, za pomocą których mogą rozpuszczać keratynę i inne białka strukturalne warstwy rogowej skóry, paznokci i włosów.

## Systematyka i nazewnictwo
Pozycja w klasyfikacji według Index Fungorum:  Microsporum, Arthrodermataceae, Onygenales, Eurotiomycetidae, Eurotiomycetes, Pezizomycotina, Ascomycota, Fungi.
Takson ten utworzył David Gruby w 1843 r. Synonimy: Closteroaleurosporia Grigoraki, Closterosporia Grigoraki, Nannizzia'', Stockdale, Sabouraudites M. Ota & Langeron, Thallomicrosporon Benedek.
Niektóre gatunki:
- Microsporum audouinii Gruby 1843
- Microsporum boullardii Dominik & Majchr. 1965
- Microsporum canis E. Bodin ex Guég. 1902
- Microsporum fulvum Uriburu 1909